# سایکلاپس (کمیک)
سایکلاپس (به انگلیسی: Cyclops) با نام اصلی اسکات سامرز، یک شخصیت خیالی ابرقهرمان در کتاب‌های کمیک آمریکایی منتشر شده توسط مارول کامیکس است، که به عنوان یکی از اعضاء و مؤسسین مردان ایکس به‌شمار می‌رود. شخصیت سایکلاپس توسط نویسنده استن لی، و هنرمند جک کربی خلق شده‌است که برای اولین بار، در شمارهٔ ۱ مجلهٔ مردان-ایکس غیرطبیعی، در سپتامبر ۱۹۶۳ معرفی شد.
سایکلاپس عضو یکی از زیرشاخه‌های بشریت با نام جهش‌یافته‌ها به‌شمار می‌رود که با توانایی‌های ابرانسانی به دنیا آمده‌است. او می‌تواند پرتوهای قدرتمندی از انرژی را از چشم‌هایش ساطع کند، اما بدون استفاده از عینکی مخصوص که همیشه باید بر چشم داشته باشد قادر به کنترل این پرتوها نیست. سایکلاپس اغلب به عنوان اولین عضو گروه مردان ایکس به‌شمار می‌رود، گروهی از ابرقهرمان‌ها و انسان‌های جهش‌یافته که هر کدام توانایی‌های ویژه‌ای دارند و در بیشتر مأموریت‌ها، رهبر میدانی گروه است. سایکلاپس معشوق و همسر جین گری، و همچنین برادر هاوک و ولکان است. اما در کمیک‌های بعد به جین گری با اما فراست خیانت می‌کند. اِما فراست از قدرت دورآگاهی خود برای نزدیک شدن به اسکات سوء استفاده می‌کند.
این شخصیت تا به حال در چهار فیلم مردان ایکس حضور داشته‌است. جیمز مارسدن نقش او را در سه فیلم اول ایفا کرده‌است و تیم پوکک هم در فیلم بنیاد مردان ایکس: ولورین (۲۰۰۹) شخصیت سایکلاپس جوانتر را به تصویر کشیده‌است. همچنین تای شرایدن نقش سایکلاپس جوانتر در فیلم‌های مردان ایکس: آپوکالیپس (۲۰۱۶)، و دارک فینکس (۲۰۱۹) را بازی کرده‌است.

## بیوگرافی شخصیت داستانی
اسکات سامرز بزرگ‌ترین پسر سرگرد کریستوفر سامرز (با نام مستعار کورسیر)، یک خلبان آزمایشی در نیروی هوایی ایالات متحده و همسرش کاترین آن است. برادر کوچکتر او الکس است که امروزه با نام هاوک جهش‌یافته شناخته می‌شود. وقتی اسکات و الکس پسرانی بودند که از تعطیلات خانوادگی با هواپیمای قدیمی پدرشان به خانه پرواز می‌کردند، یک کشتی جاسوسی از امپراتوری شیعار به‌طور ناگهانی ظاهر شد و هواپیما را به آتش کشید. کاترین، اسکات و الکس را با تنها چتر نجات از در هواپیما بیرون راند. چتر آتش گرفت، بنابراین اسکات برای اولین بار از انفجارهای نوری جهش‌یافته خود برای کاهش سرعت فرود آن‌ها استفاده کرد. اسکات و الکس نمی‌دانستند که والدینشان لحظه‌ای قبل از انفجار توسط شیعار از هواپیما خارج شده‌اند.
اسکات در هنگام فرود از ناحیه سر دچار آسیب دیدگی شد که به بخشی از مغز اسکات آسیب رساند که او را قادر می‌ساخت انفجارهای بینایی خود را کنترل کند. این دو پسر در بیمارستان بستری شدند و هر دو به خاطر این حادثه دچار فراموشی تروماتیک شدند. متخصص ژنتیک، که اتفاقاً آقای شوم بود، به پسرها علاقه نشان داد. او معتقد بود که اسکات برادر سامرز با بیشترین پتانسیل است، بنابراین الکس را به فرزندی قبول کرد تا آن‌ها را از هم جدا کند و اسکات را از نظر عاطفی آسیب‌پذیر کند، چیزی که او تبدیل شد.